# تاريخ المرأة في الطيران بالمملكة العربية السعودية

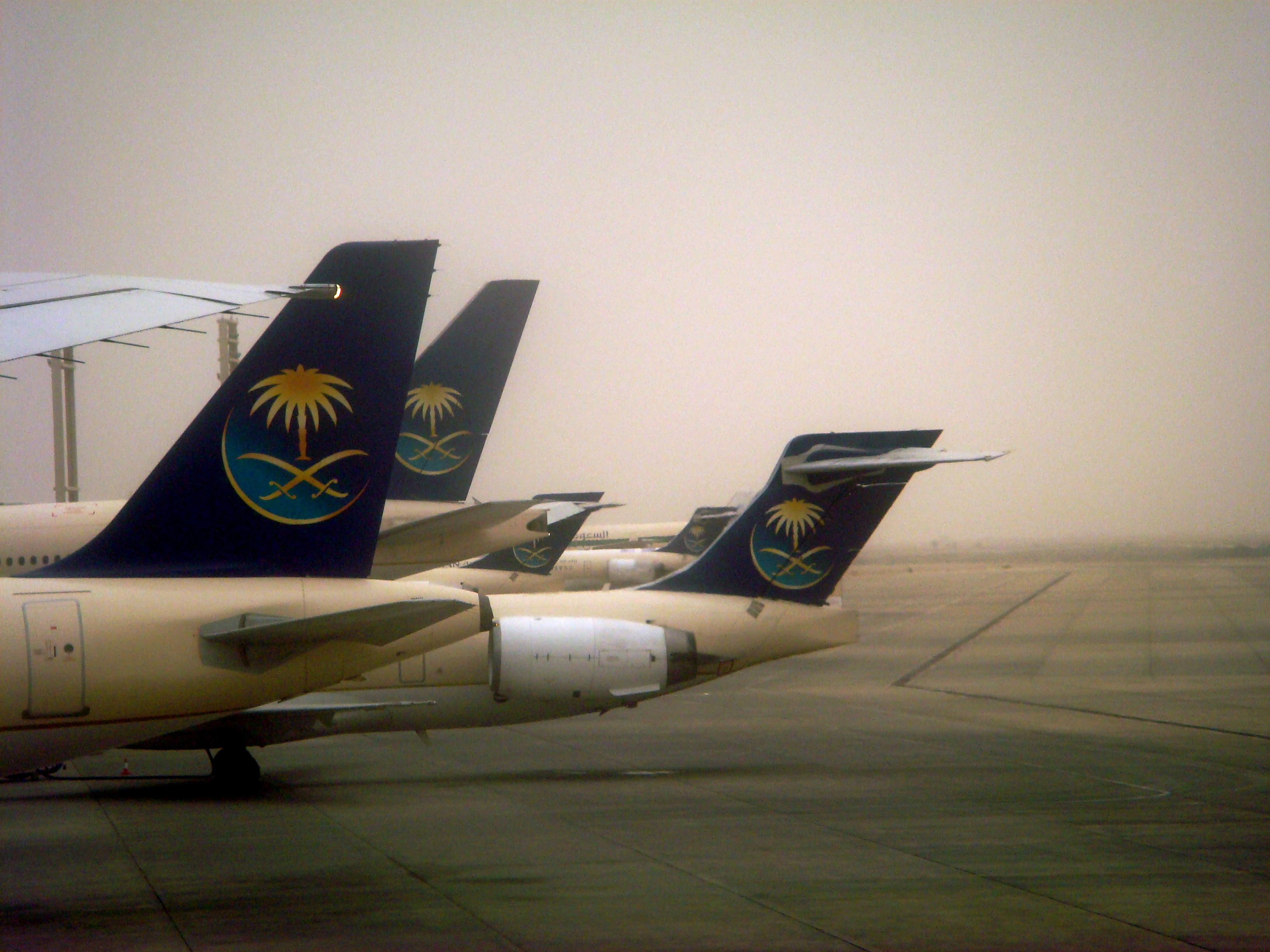
الخطوط الجوية العربية السعودية

تاريخ المرأة في الطيران بالمملكة العربية السعودية قبل يونيو 2018، كانت القيود المفروضة على حقوق المرأة في المملكة العربية السعودية والحظر الطويل الأمد على قيادة المرأة للسيارة منعت النساء إلى حد كبير من المشاركة بحرية في صناعات الطيران العام والتجاري في البلاد. رغم عدم وجود قوانين تمنع النساء من أن يصبحن طيارات أو من المشاركة في مجال الطيران، إلا أن القليل منهن تمكن من دخول هذه الصناعة. كما تساهم الصور النمطية السلبية عن المرأة في مجال الطيران في الحد من الفرص المتاحة لها.
في عام 2002، تصدرت طلبات ولي العهد السعودي الأمير عبد الله بعدم تعيين أي امرأة تعمل كمراقبة جوية على رحلته أثناء زيارته لولاية تكساس عناوين الصحف العالمية. قبل تزايد تحرير قوانين حقوق المرأة في البلاد، كان يتعين على النساء السعوديات الطامحات إلى قيادة الطائرات التدرب في الخارج للحصول على رخصة الطيران. ولن يُسمح إلا لقلة قليلة من الأشخاص بممارسة المهنة التي اختاروها عند عودتهم.
في 24 يونيو 2018، رفعت المملكة العربية السعودية الحظر الطويل الأمد الذي منع النساء من قيادة السيارة كجزء من مشروع رؤية 2030 للبلاد. خلقت هذه السياسة فرصًا جديدة للنساء في مجال الطيران، مما أعطى النساء السعوديات فرصًا أوسع ليصبحن طيارات خطوط جوية بشكل قانوني في بلدهن الأصلي. كما أتاحت إصلاحات رؤية 2030 في البلاد فرصًا جديدة للنساء ليصبحن ناشطات في جميع مجالات صناعة الطيران في المملكة العربية السعودية لأول مرة.
فيما يلي تسليط الضوء على التطورات الرئيسية لإنجازات المرأة في المجالات غير العسكرية في صناعة الطيران السعودية.

#### قبل عام 2018
قبل رفع الحظر المفروض على قيادة المرأة للسيارة، كانت فرص رائدات الطيران في ممارسة المهنة التي اخترنها في البلاد قليلة. وكانت هناك عدة استثناءات ملحوظة:

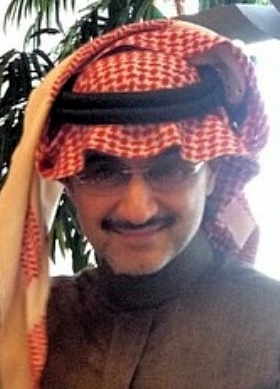
تدخل الوليد بن طلال شخصياً لإصدار أول رخصة طيران تجاري لامرأة للعمل في السعودية

في عام 2013، أصبحت هنادي زكريا الهندي أول امرأة تحصل على رخصة طيار تجاري في المملكة العربية السعودية. أصبح ذلك ممكنًا بفضل تدخل الأمير السعودي الوليد بن طلال، الذي ضمن أن تتمكن الهندي، وهي طيار طائرة خاصة لشركة المملكة القابضة، من الطيران داخل المملكة العربية السعودية، على الرغم من الحظر. كان الاستثناء ممكنًا لأن والد الهندي كان يعمل موظفًا لدى الأمير ويرافقها في رحلاتها. كانت الهندي معروفة في ذلك الوقت بأنها رائدة في مجال الطيران السعودي، حيث تصدر حصولها على رخصة الطيران في عام 2001 عناوين الصحف. تدربت في الخارج في أكاديمية الشرق الأوسط للطيران في الأردن. قامت بأول رحلة منفردة لها كطيار في عام 2004. في عام 2006، أصبحت أول امرأة سعودية تحصل على رخصة طيار تجاري. ثم عملت لاحقًا كطيارة في شركة المملكة القابضة، حيث حصلت على عقد لمدة 10 سنوات للطيران شخصيًا على متن طائرة الوليد بن طلال الخاصة.
في يونيو 2014، أصبحت ياسمين الميمني ثاني امرأة سعودية تحصل على رخصة طيار تجاري من الهيئة العامة للطيران المدني. أنهت الميمني تدريبها كطيار في الأردن عام 2010 وحصلت على رخصة الطيران في الولايات المتحدة. بعد استبدال رخصتها الأمريكية برخصة طيران سعودية، واجهت الميمني صعوبة في العثور على وظائف طيران إما في السعودية أو الخليج. ستنتظر حتى رفع الحظر لمواصلة مسيرتها المهنية في مجال الطيران في المملكة العربية السعودية.
كان الإنجاز الكبير التالي للمرأة في مجال الطيران في المملكة العربية السعودية في عام 2016، عندما حققت طاقم طيران نسائي بالكامل من بروناي تاريخاً باعتبارهن أول طيارات تجاريات يهبطن برحلة في البلاد. تكريمًا لليوم الوطني لبروناي، كانت رحلة طائرة بوينج 787 دريملاينر من بروناي إلى جدة بقيادة الكابتن شريفة زارينا، ومساعديها كبار الضباط الأوائل ساريانا نوردين ‏ و دك نادية ب.ج. خاشيم. تصدرت الرحلة عناوين الصحف العالمية بسبب المفارقة التي حدثت مع الطيارات العاملات في دولة لم يكن مسموحًا لهن فيها قانونًا بقيادة الطائرة.
في الشهر التالي، أعلنت الخطوط الجوية التركية عن حملة توظيف للطيارين السعوديات في إشارة إلى الحظر. سلطت الشركة الضوء على الحاجة إلى المزيد من أفراد طاقم القيادة، وقالت: "هناك العديد من الوظائف في قطاع الطيران للنساء. وتفضل الخطوط الجوية التركية توظيف طيارين مسلمين، من الذكور والإناث".
في 26 سبتمبر 2017، أصدر الملك السعودي سلمان بن عبد العزيز آل سعود مرسوماً يسمح للنساء بالحصول على رخصة قيادة في العام التالي. بعد فترة وجيزة، أعلنت شركة الخطوط الجوية السعودية أنها ستبدأ في النظر في تقديم منح دراسية لإرسال النساء السعوديات للتدريب على الطيران، في محاولة لتحسين تمكين المرأة ودعم حقوقها. في ذلك الوقت، كانت شركة الطيران توظف 500 امرأة سعودية، ولكن لم يكن لديها طيارات.

#### من عام 2018 فصاعدًا
بعد رفع الحظر عن قيادة السيارات، بدأت النساء السعوديات في تحقيق تقدم كبير في صناعة الطيران. في ذلك الوقت، قالت هنادي زكريا الهندي، أول طيارة سعودية: "لقد كنت أبكي منذ الأمس، أستطيع أن أرى كل أحلامي التي كنت أكافح من أجلها على مدار الثلاثة عشر عامًا الماضية. نعلم الآن أن الحكومة في صفنا".
سرعان ما فتحت مدارس الطيران في البلاد أبوابها للنساء، وكان رد الفعل حماسيًا. في يوليو 2018، ورد أن أكاديمية أكسفورد للطيران تلقت مئات الطلبات من النساء الطموحات في مجال الطيران. كما لاقى افتتاح وظيفة في الأكاديمية السعودية للطيران المدني استجابة مماثلة، حيث تقدمت 130 امرأة بطلبات ليصبحن مراقبات حركة جوية. في أغسطس 2018، أصدرت الهيئة العامة للطيران المدني أول خمس رخص لطيارات متدربات للعمل كقائدات طائرات. في سبتمبر 2018، أفادت شركة طيران ناس أن 1000 امرأة تقدمن بطلبات لشغل وظائف خلال أول 24 ساعة بعد أن فتحت الشركة باب التوظيف للطيارين المساعدين الطموحين.

#### 2019

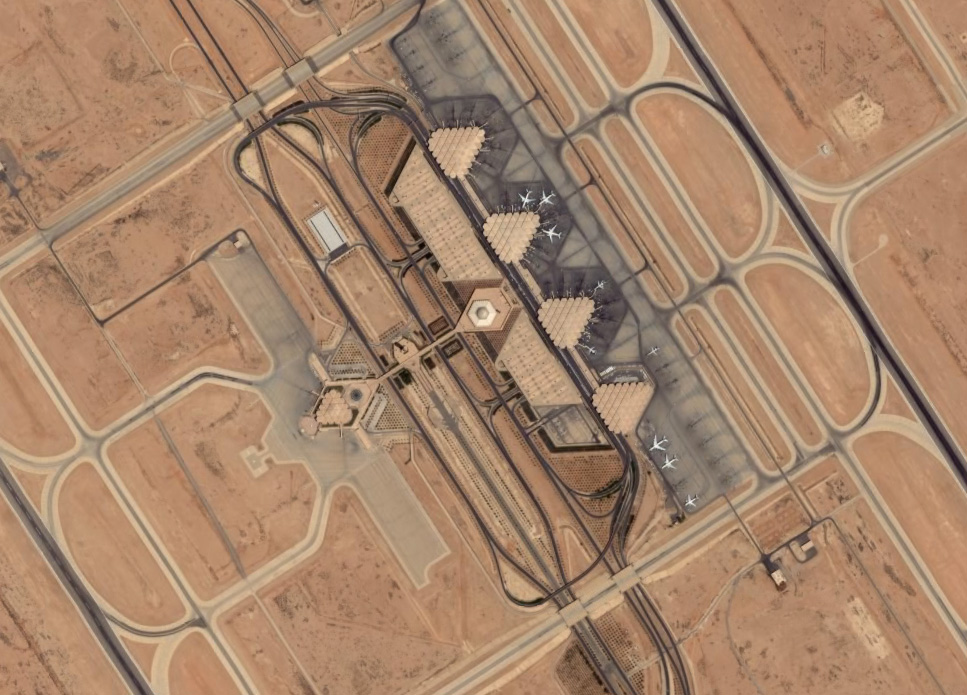
مطار الملك خالد الدولي، الرياض

في مارس 2019، أعلنت خدمات الملاحة الجوية السعودية عن أول تعيين لـ 11 امرأة ليصبحن أول مراقبات حركة جوية في البلاد. في ذلك الشهر، أصبحت الطيار راوية عبد الرحيم الريفي أول امرأة سعودية تطير بطائرة إيرباص A320 دوليًا حيث كانت تسافر مع طيران الاتحاد. درس الريفي الطيران المدني في دولة الإمارات العربية المتحدة قبل انضمامه إلى الاتحاد.
في 25 يونيو 2019، أصبحت مساعدة الطيار ياسمين الميمني البالغة من العمر 29 عامًا أول امرأة تعمل مساعدة طيار في شركة طيران تجارية في المملكة العربية السعودية عندما طارت من مطار الملك خالد الدولي في الرياض ومطار الأمير نايف الدولي في القصيم. وكانت الميمني قد حصلت في السابق على لقب ثاني امرأة سعودية تحصل على رخصة طيار تجاري. أعلنت الهيئة العامة للطيران المدني في المملكة العربية السعودية عن الرحلة الرسمية التاريخية التي شاركت فيها قائدة طائرة سعودية. حصلت الميمني على رخصة الطيران التجاري في الولايات المتحدة وقامت بالرحلة كجزء من طاقم الطيران لشركة نسما للطيران.

#### 2020
كما أدى الانفتاح المتزايد للبلاد على الزوار الدوليين إلى خلق فرص جديدة للطيارات الأجنبيات في البلاد. في يناير 2020، تمت دعوة رواد المناطيد الدوليين المدعوين من قبل الهيئة العامة للسياحة والتراث الوطني والهيئة الملكية لمحافظة العلا للتحليق بالمنطاد في البلاد. أصبحت قائدة المنطاد البريطانية حاملة الرقم القياسي العالمي آلي دونينجتون واحدة من أوائل النساء الأجنبيات اللاتي قادن منطاد هواء ساخن في البلاد أثناء الرحلة.
في وقت لاحق، تمت دعوة الطيارات الدوليات من قبل الأمير سلطان بن سلمان للمشاركة في عرض جوي في مطار الثمامة الذي يديره نادي الطيران السعودي. تم استضافة العرض الجوي من قبل الطيارة السعودية Adwa Al-Dakheel [الإنجليزية].
بحلول مارس 2020، أكملت 26 امرأة التدريب بنجاح وتم توظيفهن كمراقبات للحركة الجوية. في ديسمبر 2020، أعلنت الخطوط الجوية العربية السعودية أنها وظفت 23 امرأة للعمل كمضيفات طيران في جميع رحلاتها.

#### 2021

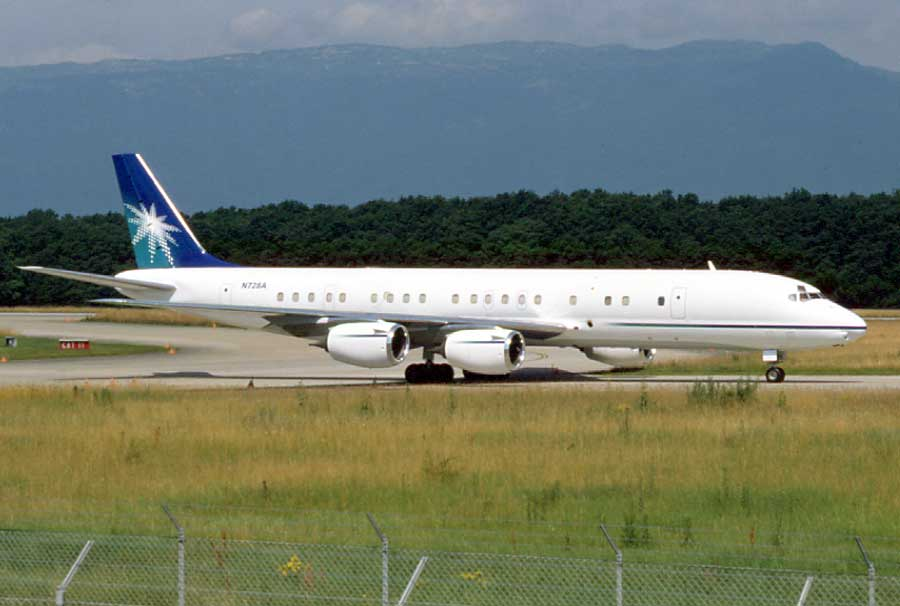
طائرة تشغلها شركة أرامكو السعودية

بحلول عام 2021، قامت شركة الطيران الاقتصادي السعودية فلاي أديل بتوظيف 56 موظفة سعودية، في أدوار مختلفة في المنظمة بدءًا من إرسال الرحلات الجوية والعمليات الجوية والطيارين.

#### 2022
في 21 مايو 2022، قامت شركة طيران أديل بأول رحلة داخلية بطاقم طيران نسائي بالكامل. كانت أصغر طيارة في شركة الطيران، يارا جان البالغة من العمر 23 عامًا، تقود رحلة إيرباص A320 من الرياض إلى جدة في ذلك الصيف، أعلنت شركة أرامكو السعودية أنها دربت ورعت ووظفت أربع طيارات مؤهلات بالكامل، واللاتي سينضممن إلى فريق الطيارين الذكور البالغ عددهم 180 طيارًا.

#### 2023
بناءً على نجاح طاقمها الأولي من الطيارات، أطلقت أرامكو السعودية في يناير 2023 برنامج تدريب طيران مخصص حصريًا للطيارات المستقبليات.
في مايو 2023، أصبحت أفراح الحربي البالغة من العمر 22 عامًا أول امرأة سعودية تحصل على رخصة طيار لتشغيل منطاد الهواء الساخن. في سبتمبر 2023، أصبحت ريم فيلمبان أول امرأة سعودية تحصل على رخصة قيادة طائرة هليكوبتر. سافرت فيلمبان إلى الولايات المتحدة للحصول على رخصة الطيران بعد الانتهاء من المدرسة الثانوية في المملكة العربية السعودية. في ذلك الشهر، عينت الهيئة العامة للطيران المدني ابتسام الشهري كأول متحدثة باسم الهيئة. في ديسمبر 2023، استضافت الدولة أول جمعية عامة للنساء في مجال الطيران لتشجيع مشاركة المرأة في مجال الطيران بشكل أكبر.

#### 2024
في عام 2024، أعلنت شركة طيران الرياض، وهي شركة طيران وطنية تم تأسيسها حديثًا، عن إطلاق برنامج هندسة طائرات للنساء فقط. وقد تلقى البرنامج آلاف المتقدمين لدورة الدبلوم التي تستمر لمدة 30 شهرًا.

## المرأة السعودية في الطيران الخاص
- رندا محمد بن لادن، حصلت على رخصة الطيران الخاصة في فلوريدا في عام 1978 بعد تشجيع من شقيقها سالم بن لادن. تعتبر رندة أول امرأة سعودية تقود طائرة في التسعينيات.[53]
- مارا كريسبيرجس كولب، طبيبة أسنان لاتفية وطيارة خاصة بدأت القسم العربي من طائرات ناينتي ناينز في ثمانينيات القرن العشرين أثناء عملها في شركة أرامكو السعودية، حيث كانت تشعر بالإحباط بسبب حظر القيادة في البلاد الذي منعها من الطيران[54]
- نوال الهوساوي، تعتبر من أوائل النساء السعوديات المؤهلات كطيار خاص في أوائل العقد الأول من القرن الحادي والعشرين.[55][56] بعد حصولها على رخصة الطيران في الولايات المتحدة، لم تتمكن من الطيران عند عودتها بسبب حظر القيادة في البلاد.[57][58]
- ريانة برناوي أول رائدة فضاء سعودية.[59]